# Norra Filotjärnarna (Edefors socken, Norrbotten, 736880-173870)
Norra Filotjärnarna är en sjö i Bodens kommun i Norrbotten och ingår i Råneälvens huvudavrinningsområde.